# مطثية حالة للنسج
مطثية حالة للنسج  (الاسم العلمي: Clostridium histolyticum) هي نوع من البكتيريا يتبع جنس المطثية من الفصيلة المطثاوية.

## روابط خارجية
- Type strain of Clostridium histolyticum at BacDive - the Bacterial Diversity Metadatabase